# Cyclopropancarbonitril
Cyclopropancarbonitril ist das kleinste Cycloalkan mit einer Nitrilgruppe, die direkt mit der Cyclopropylgruppe verknüpft ist. Wegen seiner einfachen synthetischen Zugänglichkeit eignet es sich als Ausgangsverbindung für funktionelle Cyclopropan-Derivate, wie z. B. Cyclopropancarbonsäure oder Cyclopropylamin und für ringoffene ungesättigte C3-Nitrile, wie die Isomeren Crotononitril und Allylcyanid.

## Darstellung
Die Darstellung des Cyclopropancarbonitrils durch Destillation von 4-Chlorbutyronitril mit Kaliumhydroxid wurde erstmals 1898 beschrieben.
4-Chlorbutyronitril wird durch Reaktion von 4-Chlor-1-brompropan mit Kaliumcyanid in 60 bis 70 %iger Ausbeute erhalten, dieses wiederum durch Umsetzung von 3-Chlor-1-propanol mit Phosphortribromid in 94 %iger Ausbeute. 3-Chlor-1-propanol (Trimethylenchlorhydrin) entsteht nach einer Vorschrift von Carl S. Marvel beim Durchleiten von Chlorwasserstoffgas durch 1,3-Propandiol bei 160 °C in 50 bis 60 %iger Ausbeute.
Der Ringschluss zum Cyclopropan kann mit Natriumamid in flüssigem Ammoniak mit 60 % bzw. 89 % Ausbeute durchgeführt werden, mit Natriumhydroxid NaOH in Dimethylsulfoxid DMSO (100 % Ausbeute) oder ohne Lösungsmittel unter Phasentransferkatalyse mit festem NaOH und Benzyltriethylammoniumchlorid (99 % Ausbeute).
Eine alternative Syntheseroute führt vom Cyclopropancarbaldehyd über das mit Hydroxylamin gebildete Oxim durch Wasserabspaltung mit konzentrierter Ameisensäure in Ausbeuten über 90 % zu Cyclopropancarbonitril.

## Eigenschaften
Cyclopropancarbonitril ist eine bei Raumtemperatur klare, farblose Flüssigkeit, die sich mit Wasser und einigen organischen Lösungsmitteln mischt.
Beim Erhitzen auf Temperaturen von 660 – 760 °K bei Drücken von 2 – 89 Torr isomerisiert Cyclopropancarbonitril unter Öffnung des unter Spannungsenergie stehende Cyclopropanrings überwiegend zu dem trans-isomeren Crotononitril neben wenig Allylcyanid und Spuren von Methacrylnitril.

## Anwendungen
Aus Cyclopropancarbonitril sind durch klassische Methoden der Organischen Chemie einige Derivate zugänglich, die Ausgangsstoffe u. a. für Arzneistoffe und Pestizide liefern.
So entsteht durch katalytische oder enzymatische Hydratisierung Cyclopropancarboxamid (A), das durch Hofmann-Umlagerung mit Natriumhypochlorit in Cyclopropylamin (B) überführt werden kann, einem Baustein für das Fluorchinolon-Antibiotikum Ciprofloxacin, das Larvizid Cyromazin oder den Herbizid-Safener Cyprosulfanid.
Die Umsetzung mit Methylmagnesiumchlorid liefert Cyclopropylmethylketimin (C), das mit Wasser zum Cyclopropylmethylketon (D) reagiert, einem Baustein für das Fungizid Cyprodinil.
Katalytische Hydrierung von Cyclopropylcyanid führt zu Cyclopropylmethylamin (E),  einem Baustein für das Herbizid Cyclopyranil.
Die vollständige Hydrolyse der Nitrilgruppe des Cyclopropancarbonitrils mit Schwefelsäure oder mit Enzymzubereitungen aus Rhodococcus-Stämmen liefert Cyclopropancarbonsäure, ein Baustein für die Herbizide Cyprazol, Cypromid und Cyclosulfamuron und das Fungizid Cyprofuram.

## Externe Links zu erwähnten Verbindungen
1. ↑  Externe Identifikatoren von bzw. Datenbank-Links zu Cyclopropylmethylamin:  CAS-Nr.: 2516-47-4, EG-Nr.: 219-737-6, ECHA-InfoCard: 100.017.943, PubChem: 75646, ChemSpider: 68167, Wikidata: Q72439410.